# Żar (Słowacja)

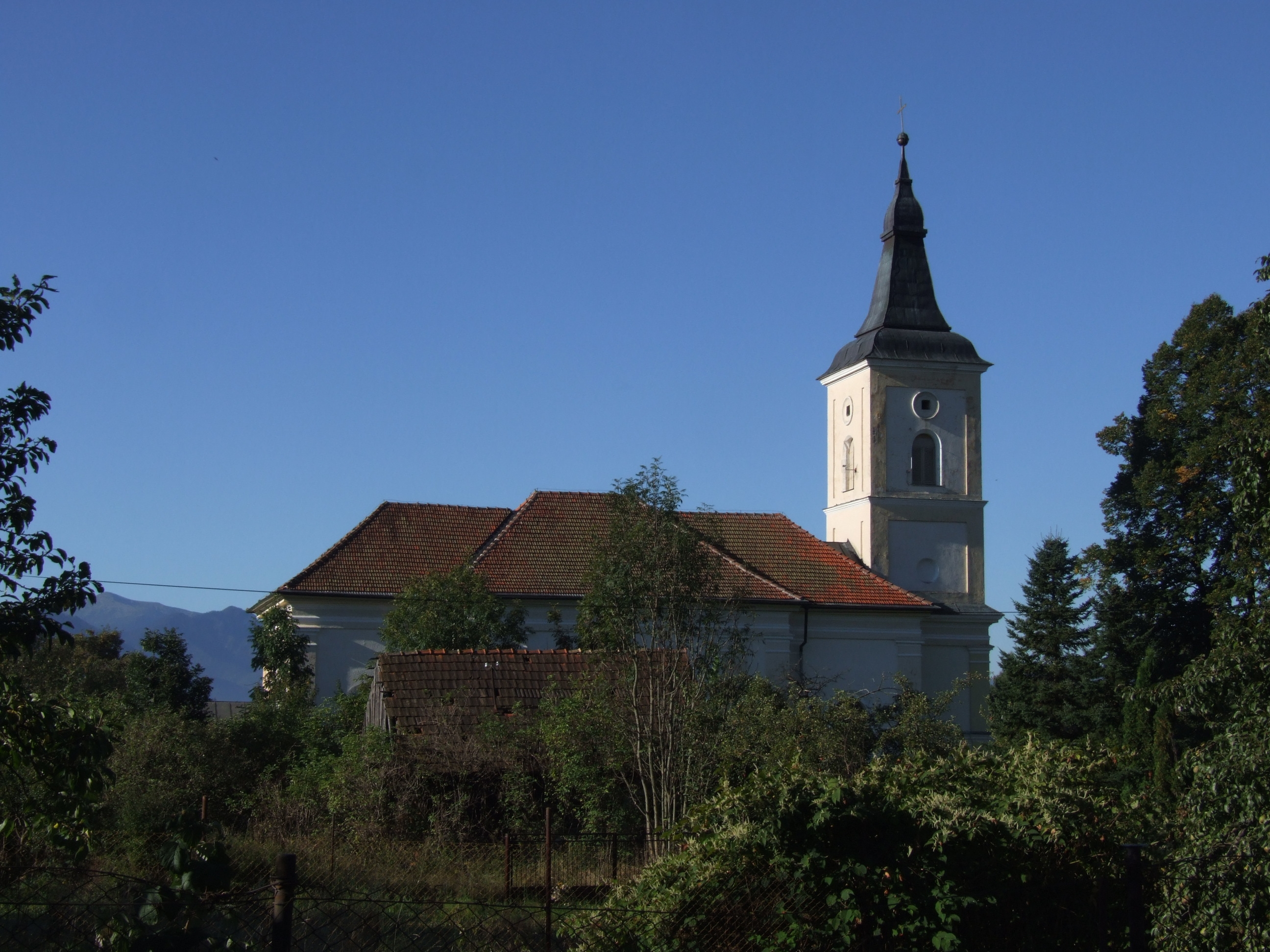
Kościół

Żar (słow. Žiar, węg. Zsár)) – wieś słowacka (obec) położona nad Smreczanką (dopływem Wagu), 8 km na północ od Liptowskiego Mikułasza, na Liptowie, w kraju żylińskim, w powiecie Liptowski Mikułasz.
Żar to stara osada o tradycjach pasterskich. Pierwsza wzmianka o wsi pochodzi z 1349 r. Dzisiaj jest to wieś o charakterze letniskowym i punkt wypadowy w rejon znajdującej się 3 km na północ Doliny Żarskiej, która jest najliczniej odwiedzaną doliną słowackich Tatr Zachodnich (Tatr Liptowskich).